# Sky Doll
Sky Doll es una serie italiana de cómic de ciencia ficción de Alessandro Barbucci y Barbara Canepa, quienes también han creado W.I.T.C.H. y Monster Allergy. Ambientada en una corrupta distopía religiosa la obra sigue el viaje de una androide, Noa, que, muy a su pesar, se cruza en el camino de dos emisarios de la Iglesia al tratar de escapar de su condición de esclava. La serie, iniciada en el año 2000 y que hasta el momento cuenta con 3 volúmenes y varios especiales, ha sido publicada al completo (hasta 2011) en España por Norma Editorial en formato cartoné.

## Argumento
La acción sucede en un universo ficticio donde las papisas Ágape (representando al amor espiritual) y Ludovica (representando al amor sexual) entran en conflicto dando como resultado la desaparición de Ágape y la creación de una distopía en la que las libertades espirituales y sexuales han sido pervertidas. Con los seguidores de Ágape declarados heréticos Ludovica rige las vidas de casi todos los que viven en la galaxia a través del control exhaustivo sobre los medios de comunicación y el uso de "milagros" para impresionar al populacho fanático.
El personaje principal es Noa, una muñeca (o sky-doll, androides que parecen vivos con aspecto de jovencitas, sin derechos y que solo existen para cumplir los deseos de su poseedor) a la que se le debe dar cuerda cada treinta y tres horas con una llave en posesión de su amo, lo que lo convierte en el dueño de su existencia. Pero Noa no es como las otras androides: es capaz de soñar y de recordar sus sueños. Cuando su dueño, "Dios", muere en extrañas circunstancias Noa logra escapar escondiéndose en un compartimento de la nave espacial de Roy y Jahu, dos enviados de Ludovica, quien en ese momento gobierna el planeta Papathea. Al final Noa se ve involucrada en su peligrosa misión en contra de su voluntad mientras misteriosos poderes dan a entender que es más que un androide normal y corriente.

## Títulos
- Tomo 0 Doll's Factory (2002) - ISBN 84-8431-876-1

Este volumen especial reúne un conjunto de diseños previos y bocetos. También incluye una historia corta que aporta detalles sobre los orígenes de Noa y su relación con el Genio de los Milagros, actuando como precuela.
- Tomo 1 La ciudad amarilla (2000) - ISBN 84-8431-622-X
- Tomo 2 Agua (2002) - ISBN 84-8431-702-1
- Tomo 3 La ciudad blanca (2006) - ISBN 84-9817-617-8
- Tomo 4 Sudra (2016)

### Números especiales
- Sky-Doll Spaceship Collection (2007) - ISBN 978-84-9847-467

Este volumen incluye diferentes historias cortas dibujadas por diversos autores. Todas reflejan un momento particular de la historia de Noa tras su fuga de los laboratorios de la Iglesia, recuerdos después olvidados.
- Sky-Doll Lachrima Christi Collection (2008) - ISBN 978-84-9847-983-6

Siguiendo el mismo formato anterior, esta obra reúne de nuevo historias dibujadas por varios artistas pero esta vez se centra en explorar el pasado de otros personajes.

## Personajes

### Protagonistas
- Noa: una muñeca (sky-doll) con un misterioso destino que parece tener alguna conexión con la proscrita Ágape. A diferencia del resto de muñecas mecánicas, Noa posee una personalidad variable y poderes aún por descubrir. No tiene ninguna dificultad en hacerse amiga de Roy pero parece tener más problemas con Jahu. En su primera aparición ( excluyendo el tomo cero) trabaja en un autolavado para naves (en realidad astrolavado) de nombre "Heaven" cuyo gerente es un extraño ser que se hace llamar "Dios", continuando con las referencias religiosas.
- Roy: un joven e idealista emisario papal, apoyo de su compañero más experimentado, Jahu. Comienza su misión con entusiasmo como un ingenuo muchacho pero el descubrimiento del verdadero propósito de su viaje acaba por transformarlo en un individuo cínico y rebelde.
- Jahu: sirviente del ludovicanismo desde hace tiempo, Jahu es un individuo habitualmente malhumorado, dispuesto a cualquier cosa para no decepcionar a sus superiores aunque demostrará su humanidad al confesarle su traición a Roy al no revelarle el verdadero propósito de su misión (el exterminio de una población herética).

### Figuras religiosas
- Ludovica: soberana oficial de la Iglesia de Papathea y adorada como una diosa, es una joven tiránica y perturbada, desquiciada por su amor no correspondido hacia el "genio de los milagros" y obsesionada por su odio hacia Ágape. Adora el poder y hace parecer que recibe sus órdenes directamente de la "ciudad blanca" (que en realidad nunca ha contactado con ella), una entidad misteriosa que es la verdadera regente de la Iglesia. Ludovica hizo asesinar a su hermana Ágape por celos y envió a Roy y Jahu a destruir a la civilización acuariana para extender la zona de influencia de Papathea. A consecuencia de ciertos complots terroristas fomentados por los fieles a Ágape, su poder político y religioso se debilita día tras día.
- Miraculator (Genio de los Milagros): un genio de la tecnología encargado de organizar las "apariciones" y "milagros" de Ludovica que en realidad no son más que trucos. También es su amante mientras los obispos miran para otro lado con respecto a la relación. Ludovica se enorgullece de haberle robado la pareja a su hermana Ágape pero en realidad el Genio sigue siéndole fiel a su recuerdo. Asimismo ocupa una alta posición jerárquica en la célula terrorista que pretende vengar a Ágape y finge ser fiel a Ludovica para organizar mejor la rebelión. Tras la muerte de Ágape concibe a Noa, una androide fuera de lo común capaz de soñar: aparentemente ella debía servir como su sustituta, tanto para el corazón del Genio como para las masas, además de llevar y tener a su hijo. Después de la fuga de Noa el Genio no ha cejado en su objetivo de encontrarla a cualquier precio.
- Ágape: asesinada hace tiempo por su hermana Ludovica al comienzo de la serie, es un personaje misterioso cuyo papel es desvelado progresivamente. Siendo muy jóvenes ella y su hermana Ludovica fueron seleccionadas por la Iglesia de Papathea para convertirse en papisas (un hecho inaudito pues el de Papisa era en origen un título único), cada una en representación de un aspecto de la religión (el espiritual para Ágape). Ella conocía muy bien el culto de los Acuarianos y a Gaia, hasta tal punto que se le permitió acercarse al Pez Sagrado provocando la combinación y alteración de anteriores experimentos científicos que debían conducir a la creación de un "niño" y de Noa. También planeaba integrar diversos elementos de la religión acuariana en Papathea. Descrita como una "santa" en el momento en que se desarrolla la serie, Ágape muestra una cara menos simpática en los especiales fuera de la serie regular, donde se distrae organizando concursos que terminan con la violación de la "afortunada" discípula (en esos momentos se hallaba envuelta en una relación amorosa con el Genio de los Milagros). Su hermana Ludovica la mató por celos, atentado respaldado por los obispos ya que la separación de los fieles en dos bandos por las papisas amenazaba la estabilidad del culto. Ágape aparece con regularidad en las alucinaciones de Noa.
- Gaia: líder espiritual de una población compuesta exclusivamente por seres de sexo femenino, habitantes del planeta Agua. Es la fundadora de una religión que se expande a gran velocidad por toda la galaxia (con alusiones directas a la cienciología) y supone una amenaza a la autoridad de Ludovica. Ludovica envía a Roy y Jahu (con Noa a bordo como polizón) al planeta Agua para destruir al Pez Sagrado, fuente de vida para los Acuarianos, poniendo fin a la peligrosa herejía.

### Otros
- Frida Decibel : la principal presentadora televisiva de los eventos que suceden en Papathea.
- Cleopatra Decibel : Hija de Frida, es una bailarina que debe su fama tanto a su madre como a la legendaria artista Rose, la que era esposa de Jahu antes de desaparecer.
- Eliantho
- Protectora acuariana